# Gouvernement al-Farwaniyya
Gouvernement al-Farwaniyya (arabisch محافظة الفروانية, DMG Muḥāfaẓat al-Farwānīya) ist das bevölkerungsreichste der sechs Gouvernements Kuwaits, gemessen an der Gesamtzahl der Einwohner. Es ist das Hauptwohngebiet der Stadt Kuwait und beheimatet auch einen wichtigen Teil der kuwaitischen Geschäftsaktivitäten. Gouverneur ist seit Mai 2014 Faisal H. M. Al-Sabah. Al-Farwaniyya besteht aus den folgenden Distrikten:
- Abraq Khaitan
- Al Andalus
- Ishbiliya
- Jleeb Al-Shuyoukh
- Omariya
- Ardiya
- Herafi Ardiya
- Firdous
- Farwaniya
- Al-Shadadiya
- Rehab
- Rabia
- Rai
- Mubarak Al-Abdullah
- Al-Dajeej
- Khaitan

## Sport
In Distrikt Omariya befindet sich der Sitz und das Stadion des Al Tadhamon SC, welche dreimal die kuwaitische zweite Fußballliga gewinnen konnten.